# 賴因博爾特丘陵
70°29′S 72°30′E / 70.483°S 72.500°E
賴因博爾特丘陵（英語：Reinbolt Hills）是南極洲的丘陵，位於麥克羅伯特森地，全長9公里，位於阿梅里冰架東部，處於吉洛克島以東17公里，以美國海軍的上尉命名。